# Fiat 8 HP
La Fiat 8 HP est le troisième véhicule de tourisme construit par le constructeur automobile turinois Fiat. 80 exemplaires seront fabriqués dans l'usine de Corso Dante, à Turin, en 1901. Deux séries verront le jour : la première est caractéristique avec son radiateur à serpentins extérieurs tandis que la seconde aura un radiateur en nid d'abeilles. La carrosserie est signée par Alessio.
La 8 HP affiche des caractéristiques techniques nouvelles. Bien que conservant le moteur 2 cylindres en ligne de 1 082 cm3 développant 8 ch de la Fiat 6 HP, celui-ci est désormais placé à l'avant en position verticale. La boîte de vitesses, fabriquée en France, est à « train baladeur », c'est-à-dire que les pignons peuvent coulisser. La transmission est assurée par une double chaîne. Ce sera la dernière Fiat à être conçue par l'ingénieur Aristide Faccioli.